# Bouele
Bouele (ou Bouélé) est une petite ville du Togo située dans la Préfecture de Bassar, dans la région de la Kara

## Géographie
Bouele est situé à environ 59 km de Kara,

## Vie économique
- Marché paysan tous les mardis
- Atelier de ferblanterie

## Lieux publics
- École primaire